# جان مرتل
 جان مرتل (انگلیسی: Jan Mertl؛ زادهٔ ۳ ژانویهٔ ۱۹۸۲) یک تنیس‌باز اهل جمهوری چک است. 